# 2006년 아시안 게임 야구 선수 명단
다음은 2006년 아시안 게임 야구 선수 명단이다.

## 대표팀 명단

### 중화 타이베이
틀:2006년 아시안 게임 야구 중화 타이페이 선수 명단

### 일본
틀:2006년 아시안 게임 야구 일본 선수 명단

### 필리핀
틀:2006년 아시안 게임 야구 필리핀 선수 명단

### 태국
틀:2006년 아시안 게임 야구 태국 선수 명단